# Махмуткьой
Махмуткьой (на турски: Mahmutköy) е село в Източна Тракия, Турция, Вилает Одрин. Околия Кешан.

## География
Селото се намира на 17 км югоизточно от Кешан.

## История
Според статистиката на професор Любомир Милетич в 1913 година в Махмудкьой живеят 100 гръцки семейства.

## Личности
Починали в Махмуткьой
- Васил Трайков (1888 – 1912), македоно-одрински опълченец, 1 рота на 3 солунска дружина[2][3]
- Петър Великов (1880 – 1912), македоно-одрински опълченец, четата на Яне Сандански, 1 рота на 3 солунска дружина[4][5]